# Teorema ergodico
In matematica, una trasformazione T che preserva la misura su uno spazio di probabilità è chiamata ergodica se i soli insiemi misurabili invarianti sotto T hanno misura 0 oppure 1. Un termine precedentemente usato per questa proprietà è stato metricamente transitivo. La teoria ergodica, cioè lo studio delle trasformazioni ergodiche, deriva da un tentativo di dimostrare le ipotesi ergodiche della fisica statistica. Gran parte del lavoro chiamato oggi teoria del caos fu inizialmente prodotto da matematici e pubblicato con il nome di "teoria ergodica", poiché il termine "teoria del caos" fu introdotto solo alla metà del ventesimo secolo.

## Teorema ergodico
Sia {\displaystyle T:X\to X} una trasformazione che conserva la misura su uno spazio misurabile {\displaystyle (X,\Sigma ,\mu )}. Si può allora considerare la "media temporale" di una funzione sufficientemente regolare f (più precisamente, f deve essere per esempio L1-integrabile rispetto alla misura {\displaystyle \mu },  {\displaystyle f\in L^{1}(\mu )}).  La "media temporale" è definita come la media (se esiste) sulle iterazioni di T partendo da qualche punto iniziale x.
{\displaystyle {\hat {f}}(x)=\lim _{n\rightarrow \infty }\;{\frac {1}{n}}\sum _{k=0}^{n-1}f\left(T^{k}(x)\right)}
Consideriamo anche la "media spaziale" o "media sullo spazio delle fasi" di f, definita come
{\displaystyle {\bar {f}}={\frac {1}{\mu (X)}}\int f\,d\mu }
dove μ è la misura di probabilità.
In generale la media temporale e la media spaziale sono diverse.
Ma se la trasformazione è ergodica e la misura è invariante, allora la media temporale è uguale alla media spaziale quasi ovunque. Questo è il celebre teorema ergodico, in una forma astratta dovuta a George David Birkhoff.  (In realtà, gli scritti di Birkhoff considerano non il caso astratto generale ma solo il caso dei sistemi dinamici derivanti da equazioni differenziali di molteplicità regolare.) Il teorema di equidistribuzione è un caso speciale del teorema ergodico, considerando in particolare distribuzioni di probabilità su un intervallo unitario.
Più precisamente, il teorema ergodico forte, o puntuale, afferma che esiste una
{\displaystyle f^{*}\in L^{1}(\mu )}
tale che
{\displaystyle f^{*}(x)={\hat {f}}(x)}
per quasi tutti {\displaystyle x\in X}. Inoltre, {\displaystyle f^{*}} è T-invariante, così che
{\displaystyle f^{*}\circ T=f^{*}}
quasi ovunque. 
La normalizzazione deve essere la stessa,
{\displaystyle \int f^{*}\,d\mu =\int f\,d\mu .}
L'ultima relazione, combinata con la T-invarianza di {\displaystyle f^{*}}, implica che, nel caso di trasformazioni ergodiche, {\displaystyle f^{*}} è costante quasi ovunque e così si ha che
{\displaystyle {\bar {f}}=f^{*}}
quasi ovunque. Collegando la prima all'ultima eguaglianza, si ha che
{\displaystyle \lim _{n\rightarrow \infty }\;{\frac {1}{n}}\sum _{k=0}^{n-1}f\left(T^{k}x\right)={\frac {1}{\mu (X)}}\int f\,d\mu }
per quasi ogni x. Per una trasformazione ergodica, la media temporale uguaglia quasi certamente la media spaziale.

## Tempo di permanenza
Il tempo speso in un insieme misurabile A è detto tempo di permanenza.  Un'immediata conseguenza del teorema ergodico è che la misura di A è uguale al tempo medio di permanenza.
{\displaystyle \mu (A)=\int \chi _{A}\,d\mu =\lim _{n\rightarrow \infty }\;{\frac {1}{n}}\sum _{k=0}^{n-1}\chi _{A}\left(T^{k}x\right)}
dove χA è la funzione indice su A.
I 'tempi di visita di un insieme misurabile A siano definiti come l'insieme k1, k2, k3, ..., dei tempi k tali che Tk(x) è in A, ordinato in ordine crescente. Le differenze tra tempi di visita consecutivi
Ri = ki − ki−1 sono chiamate tempi di ritorno in A. Un'altra conseguenza del teorema ergodico è che il tempo medio di ritorno in A è inversamente proporzionale alla misura di A, assumendo che il punto iniziale x sia in A, così che k0 = 0.
{\displaystyle {\frac {R_{1}+\cdots +R_{n}}{n}}\rightarrow {\frac {1}{\mu (A)}}\quad {\mbox{(quasi sicuramente)}}}
(Vedi anche quasi sicuramente.) cioè più piccolo è A, più lungo è il tempo necessario per ritornarvi.

## Flussi ergodici su varietà
L'ergodicità di un flusso geodetico su una varietà a curvatura costante negativa fu scoperta da Eberhard Hopf nel 1939, anche se casi speciali erano stati studiati prima, come per esempio, il biliardo di Hadamard (1898) e il biliardo di Artin (1924).  La relazione tra i flussi geodetici e i sottogruppi a un parametro su SL(2,R) fu stabilita da Sergei Fomin e Izrail' Moiseevič Gel'fand nel 1952. L'ergodicità del flusso geodetico in uno spazio simmetrico fu trovata da F. I. Mautner nel 1957. Un semplice criterio per l'ergodicità di un flusso omogeneo su uno spazio omogeneo di un semi gruppo semplice di Lie fu dato da C. C. Moore nel 1966. Molti teoremi e risultati di quest'area di studi sono tipici della teoria della rigidità.
La voce flussi di Anosov fornisce un esempio di flusso ergodico su SL(2,R) e più generalmente sulle superficie di Riemann a curvatura negativa.  Molti degli sviluppi lì forniti si generalizzano al caso di varietà iperboliche a curvatura costante negativa, poiché queste possono essere viste come quoziente di un semplice spazio iperbolico connesso rispetto a un reticolo in SO(n,1).